# 정형석 (배우)
정형석은 대한민국의 배우이자 영화 감독이다.

## 영화
- 1999년 영화 《건축무한육면각체의 비밀》 ... 농구팀 역
- 2002년 영화 《유아독존》 ... 기석 역
- 2007년 영화 《최강 로맨스》 ... 담당교관 역
- 2010년 영화 《용서는 없다》 ... 동료 교수 역
- 2011년 영화 《도가니》 ... 출판사 사무실 직원 역
- 2011년 영화 《의뢰인》 ... 껄령형사 역
- 2012년 영화 《그놈을 잡아라》
- 2012년 영화 《간기남》 ... 감찰과장 역
- 2013년 영화 《남쪽으로 튀어》 ... 좋은 양복 역
- 2014년 영화 《방황하는 칼날》 ... 서울형사 1 역
- 2014년 영화 《제보자》 ... 이장환 비서 역
- 2014년 영화 《숨》
- 2015년 영화 《치외법권》 ... 차장검사 1 역
- 2015년 영화 《내부자들》 ... 수석기자 2 역
- 2016년 영화 《검사외전》 ... 송인철 역
- 2016년 영화 《고산자, 대동여지도》 ... 선원 역
- 2016년 영화 《아수라》 ... 송 감찰관 역
- 2017년 영화 《아티스트: 다시 태어나다》 ... 진행자 역
- 2017년 영화 《범죄도시》 ... 회갑연 사회자 역
- 2017년 영화 《1987》 ... 서울지검 고참기자 역
- 2018년 영화 《골든 슬럼버》 ... 차 형사 역
- 2019년 영화 《창간호》 ... 대리 드라이버 역
- 2019년 영화 《여수 밤바다》 ... 감독&각본&음악&기획&단역 - 지석 역
- 2019년 영화 《첫잔처럼》 ... 대표이사 역
- 2020년 영화 《성혜의 나라》 ... 각본&감독&단역 - 경찰(목소리) 역
- 2020년 영화 《앙상블》 ... 각본&감독
- 2022년 영화 《비상선언》 ... 단역 - 행정안전부 한 장관 역
- 2022년 영화 《HERO》 ... 감독
- 2023년 영화 《보이지 않아》 ... 단역 - 전무 역
- 2023년 영화 《인드림》 ... 조연 - 김 반장 역
- 2024년 영화 《선산》 ... 감독
- 2024년 영화 《영화로 만들려고》 ... 각본&감독&주연
- 2025년 영화 《페르소나:이상한 여자》 ... 박원장 역 각본&감독&주연

## 드라마
- 2019년 MBC 수목 미니시리즈 《더 뱅커》 ... 성치욱 역
- 2022년 ENA 수목 미니시리즈 《이상한 변호사 우영우》 ... 판사 역
- 2023년 채널 A 월화 미니시리즈 《가면의 여왕》 ... 대주주 역

## 수상
- 1997년 영진공 시나리오 창작상 단편영화 각본부문 최우수상
- 2014년 제26회 거창국제연극제 남자 연기대상
- 2017년 제38회 서울연극제 대상
- 2018년 제19회 전주국제영화제 한국경쟁부문 대상